# Silence (singel C.C. Catch)
„Silence” – singel niemieckiej piosenkarki C.C. Catch wydany w listopadzie 2004 roku przez wytwórnię Danny Records. Nagranie jest efektem dalszej współpracy artystki z Leelą (która odpowiadała za utwory „How Does It Feel” i „Spring” wydane rok wcześniej na singlu „Shake Your Head”), w produkcję zaś zaangażowany był Tony Dawson-Harrison (lider grupy Captain Hollywood Project). Singel nie powtórzył komercyjnego sukcesu poprzednika, przechodząc na rynku muzycznym bez większego echa.

## Lista utworów

### Wydanie na CD[1]
1. „Silence (Radio Mix)” – 3:30
2. „Silence (Live–Vibe Mix)” – 3:29
3. „Silence (DJ Jones–Club Mix)” – 3:35
4. „Silence (Dub–Star Remix)” – 3:58
5. „Silence (Instrumental)” – 3:30

## Autorzy[2]
- Muzyka: Leela
- Autor tekstów: Leela
- Śpiew: C.C. Catch
- Producent: Tony Dawson-Harrison
- Aranżacja: Leela, Tony Dawson-Harrison
- Współproducent: Leela
- Remix: DJ Jones (3), Dub–Star & Lionel Wharton & Nicolai Mass (4)